# Radowicze (rejon kowelski)
Radowicze (ukr. Радовичі, Radowyczi) – wieś na Ukrainie, w obwodzie wołyńskim, w rejonie kowelskim.
Z wsi Radowicze pochodzi Feliks Budzisz, ur. w 1930 r., autor wspomnień wojennych "Z ziemi cmentarnej" (Gdańsk 1998 r.).
Do 2020 w rejonie turzyskim.

## Galeria

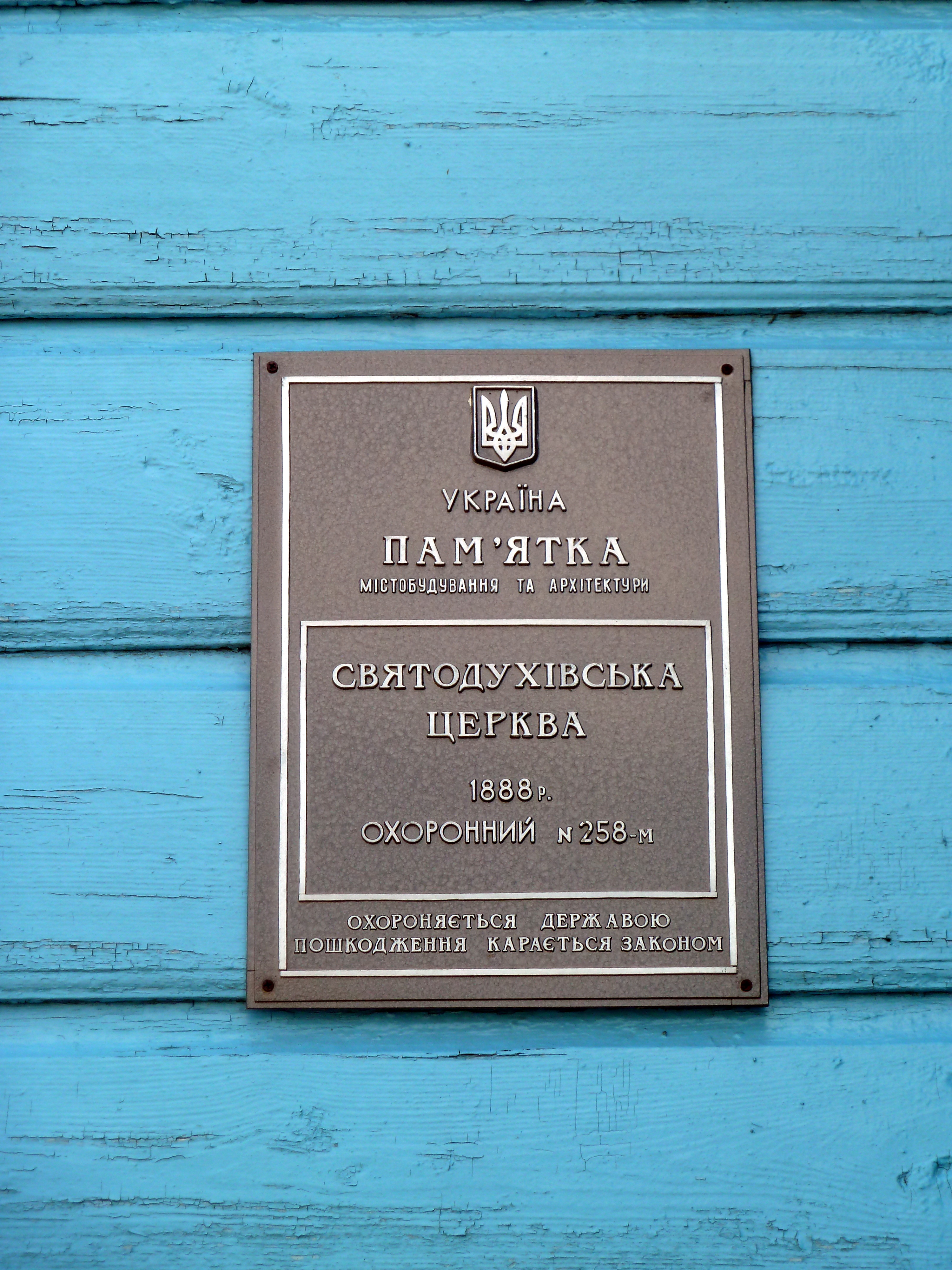
Pamiątka o powstaniu świątyni
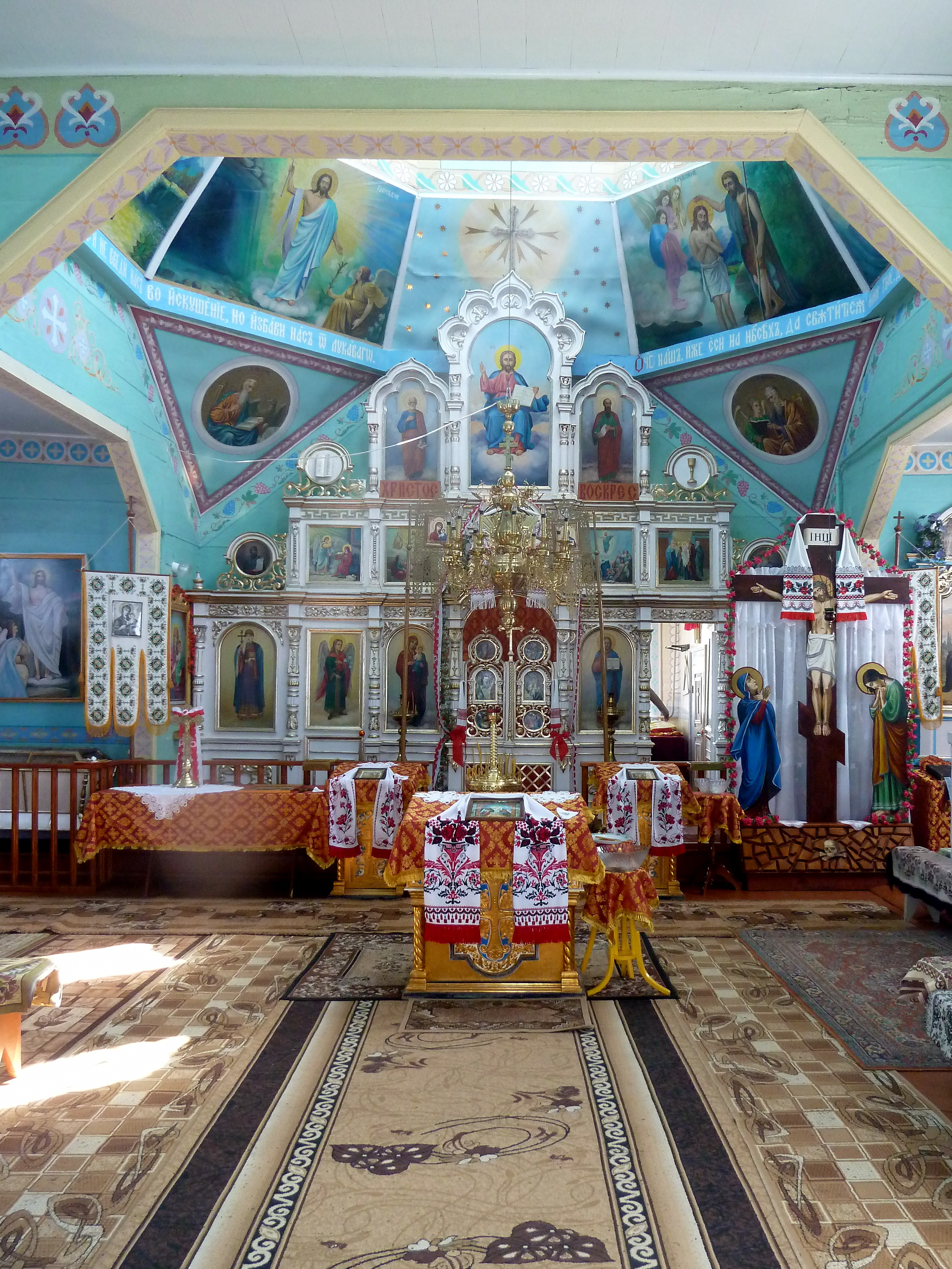
Ikonostas
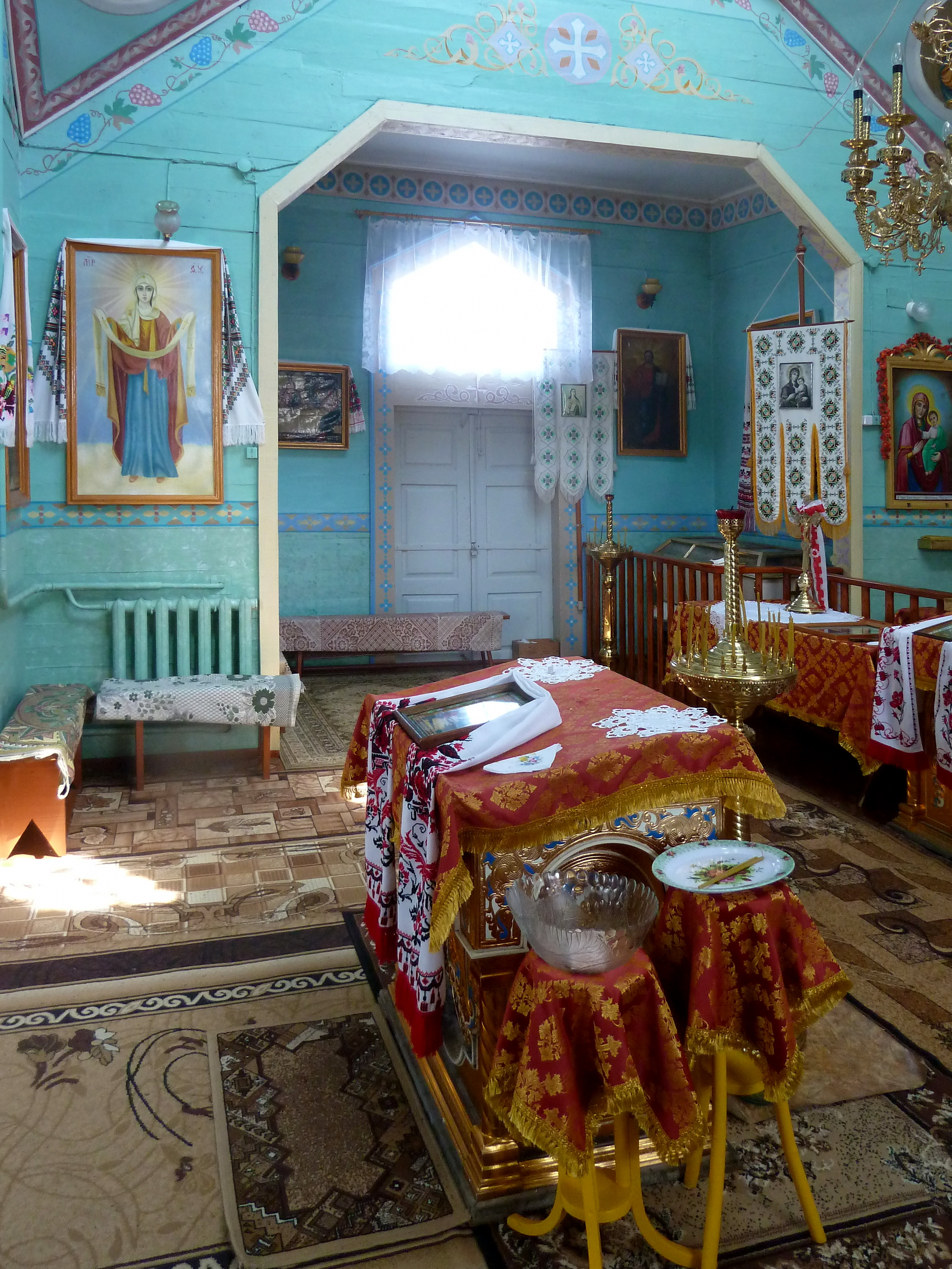
Lewa nawa
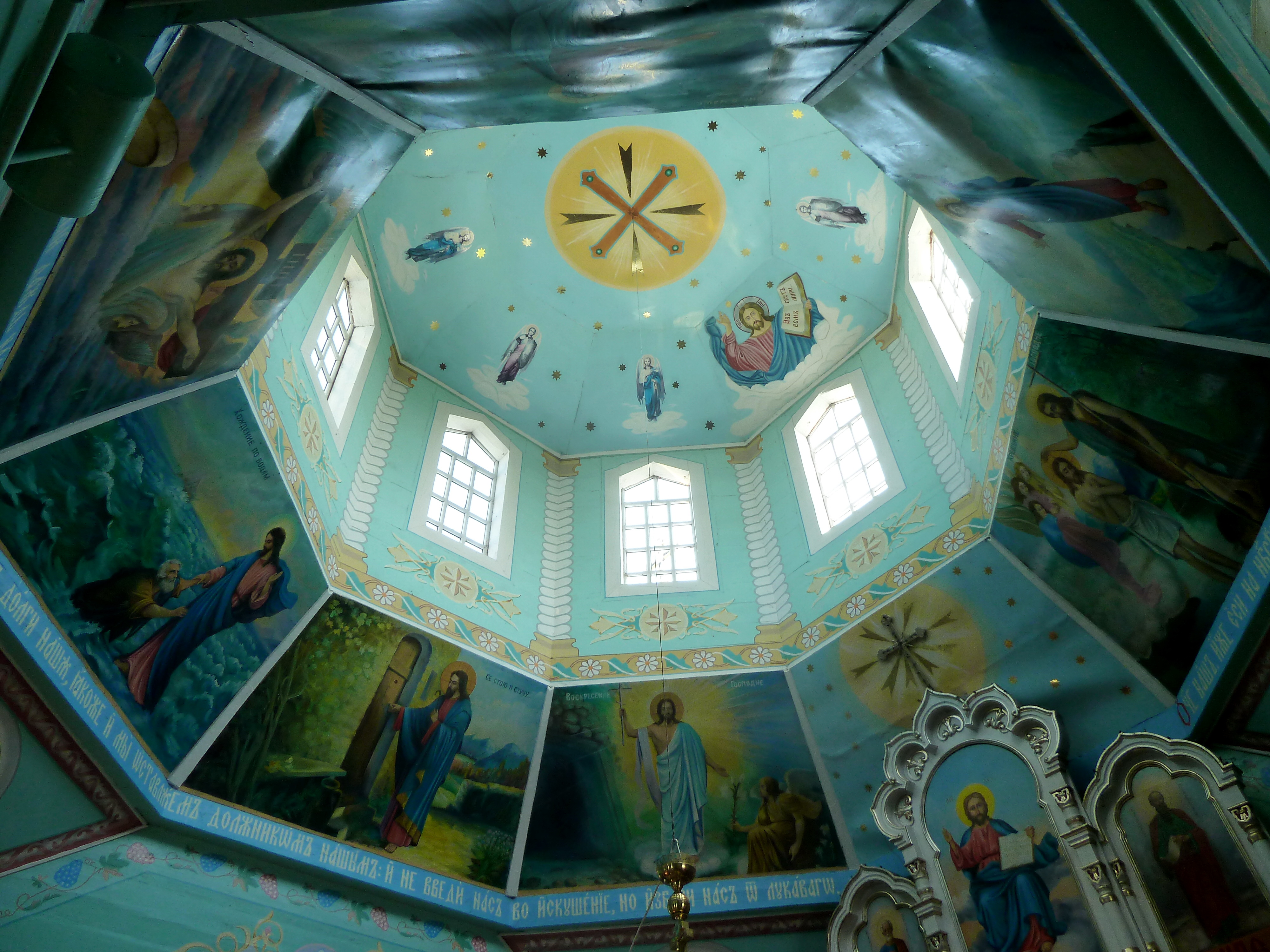
Bęben wewnętrzny
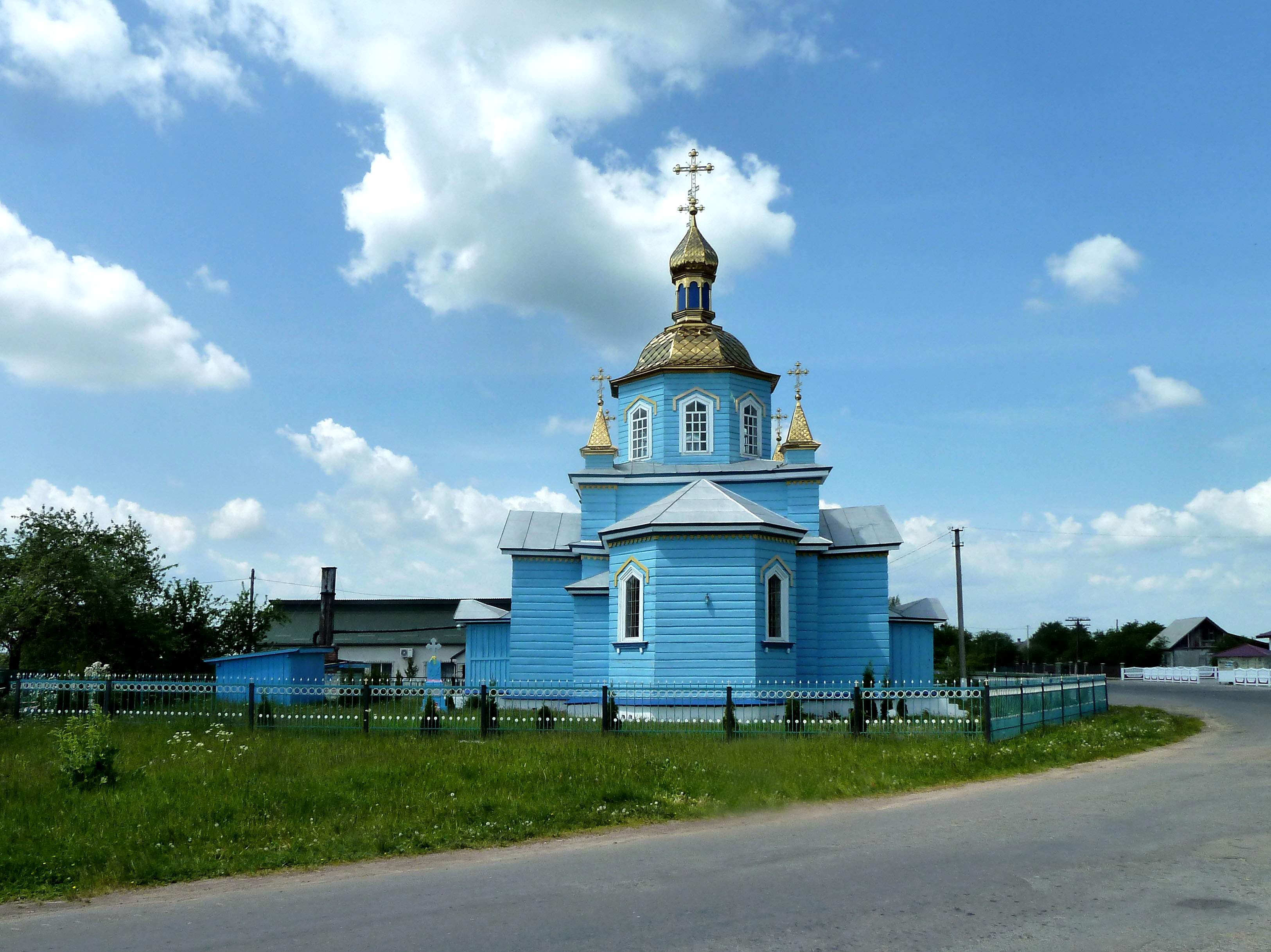
Apsyda